# برنامه پکن

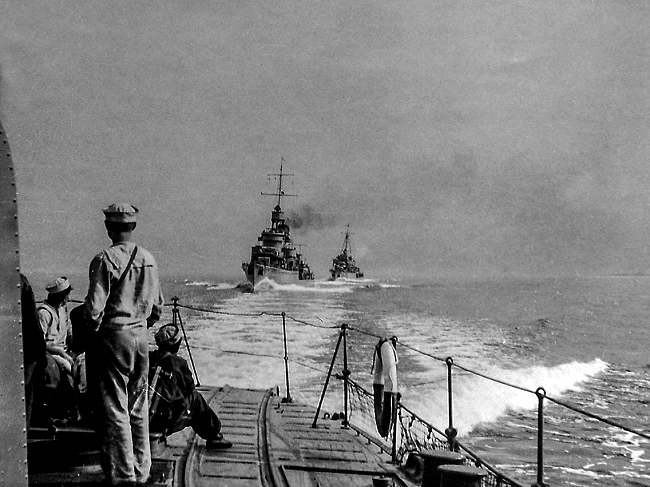
سه ناوشکن لهستانی در هنگام برنامه پکن

برنامه پکن (به لهستانی: Plan Peking) عملیاتی بود که طی آن سه ناوشکن نیروی دریای لهستان به نام‌های Burza (طوفان)، Błyskawica (رعد) و Grom (تندر) در انتهای اوت و اوایل سپتامبر سال ۱۹۳۹ میلادی به بریتانیا فرستاده شدند تا در صورت تهاجم آلمان نازی به لهستان همراه با نیروی دریایی پادشاهی بریتانیا به نبرد بپردازند.

## پیش زمینه
نیروی دریایی آلمان نسبت به نیروی دریایی لهستان برتری محسوسی داشت و فرماندهان لهستانی به این آگاه بودند که در صورت وقوع جنگ به سرعت کشتی‌های لهستانی در دریای بالتیک توسط نیروی دریایی و هوایی آلمان غرق خواهند شد. از این رو ضروری بود هرگونه عملیاتی پیش از آغاز تخاصم میان آلمان نازی و لهستان صورت بگیرد.
در اوت ۱۹۳۹ بریتانیایی‌ها که آغاز درگیری را نزدیک می‌دیدند تلاش کردند تا لهستانی‌ها را قانع کنند که کشتی‌های مهم و نوین خود را از دریای بالتیک تخلیه کنند. علی‌رغم این که فرمانده کل قوا لهستان مارشال ادوارد ریدز-اشمیگوی در ابتدا مخالف این برنامه بود اما در ادامه با توجه به اینکه برنامه ارتش لهستان مقاومت در مرز مشترکشان با رومانی در جنوب شرق کشور بود با این طرح موافقت کرد. امید لهستانی‌ها این بود که تا هنگام تهاجم نیروهای متفقین در غرب بتوانند از طریق بنادر رومانی در دریای سیاه ملزومات مورد نظر ارتش خود را فراهم کنند و در این میان کشتی‌های لهستانی می‌توانستند به فرایند تحویل ملزومات کمک کنند.

## حرکت به سمت بریتانیا

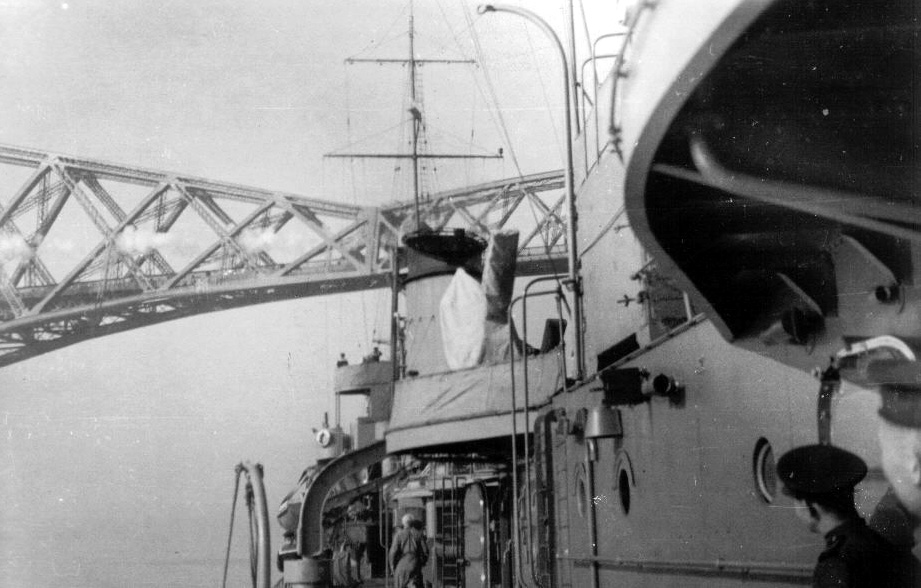
کشتی‌های لهستانی در اسکاتلند

با بالا گرفتن هر چه بیشتر تنش‌ها میان آلمان و لهستان در روز ۲۵ اوت سال ۱۹۳۹ معاهده دفاعی مشترک میان بریتانیا و لهستان امضا گشت، فردای آن فرمانده نیروی دریای لهستان یوزف اونروگ فرمان عملیات را صادر کرد و در ۲۹ اوت مارشال ادوارد ریدز-اشمیگوی به ناوها دستور اجرا عملیات را ابلاغ کرد و در ساعت ۱۴:۱۵ دقیقه ناوها از بندرگاه جدا شدند. عبور از دریای بالتیک بدون هیچگونه مشکلی انجام شد و در نیمه شب کشتی‌ها به تنگه اورسوند رسیدند، در طول سفر کشتی‌های لهستانی با ناو کونیگزبرگ و چند کشتی دیگر آلمانی برخورد کردند که به دلیل عدم اعلام رسمی جنگ درگیری میان ناوها شکل نگرفت. در روز ۳۱ اوت کشتی‌ها پرواز یک هواپیمای شناسایی آلمانی بر فراز خود را متوجه شدند و به همین جهت مسیر حرکت خود را به سوی نروژ تغییر دادند تا با فرارسیدن شب مسیر اصلی خود را دوباره ادامه دهند. در ساعت ۹:۲۵ صبح که کشتی‌ها در حال حرکت در دریای شمال به سمت بریتانیا بودند خبر تهاجم آلمان به لهستان را دریافت کردند و در ساعت ۱۲:۵۸ با ناوشکن اچ‌ام‌اس واندرر از نیروی دریایی سلطنتی بریتانیا برخورد کردند که آن‌ها را به سمت بندر ادینبرا هدایت کرد و نهایتاً در ساعت ۱۷:۳۷ کشتی‌ها در بریتانیا پهلو گرفتند.

## نتیجه عملیات
برنامه پکن در لهستان منشا اختلافات زیادی شد اما در انتها نشان داد که برنامه‌ای صحیح بود زیرا دو کشتی باقی مانده در خاک لهستان به نام‌های Wicher و Gryf طی نبرد خلیج دانزینگ در روز سوم جنگ غرق شدند اما سه کشتی تخلیه شده به بریتانیا توانستند از نابودی بگریزند و به نبرد ادامه دهند. از این سه کشتی ناوشکن Grom در نبرد نروژ از دست رفت اما دو عدد دیگر از جنگ سالم ماندند.